# Дняпро
«Дняпро» (бел. Дняпро) — белорусский футбольный клуб из Могилёва, принявший участие в чемпионате Беларуси сезона 2019 года. Был основан в 2019 году в результате объединения клубов «Днепр» Могилёв и «Луч» Минск.

## История
В конце 2018 года появлялись сообщения о возможном объединении клубов «Днепр» Могилёв и «Луч» Минск, что подтверждалось, в частности, пресс-службой «Днепра», но без существенной конкретики. По итогам чемпионата Беларуси сезона 2018 года «Луч» с трудом удержался в высшей лиге, а «Днепр» её покинул.
8 февраля 2019 года на сайтах «Луча» и «Днепра» были размещены сообщения о подписании соглашения о намерениях, предметом которого является создание объединённой футбольной команды.
«Луч» и «Днепр» продолжали играть контрольные матчи в межсезонье. «Днепр» играл с «Оршей», «Нафтаном». 12 февраля в матче против «Нафтана» были задействованы игроки группы подготовки клуба (следующая ступень после «дубля») вследствие отъезда в день матча семерых игроков «Днепра» на тестирование в «Луч».
Позже сообщалось оо обретении клубом «Луч» нового названия — «Дняпро»-МЧЗ, с юридическим адресом в Могилёве. Под названием «Дняпро»-МЧЗ команда продолжила играть в предсезонных матчах.
20 марта, за 9 дней до старта чемпионата, на официальных сайтах клубов и их страницах в социальных сетях были синхронно размещены сообщения о вступлении в сезон-2019 объединённой командой, которая будет базироваться в Могилеве и называться «Дняпро». Также сообщалось, что юношеские команды «Днепра» и «Луча», которые участвуют в первенствах страны, продолжат выступления в весенней части.
Объединение клубов позволило Могилёву сохранить место в высшей лиге, а «Лучу» получить более развитую инфраструктуру во избежание трудностей с прохождением лицензирования.
Главным тренером был Иван Биончик, ранее возглявлявший «Луч».
На момент начала чемпионата с правовой точки зрения объединённая команда представляла собой переехавший в Могилёв и сменивший название «Луч». После окончания чемпионата в источниках встречалось упоминание вылетевшего годом ранее «Днепра» как реорганизованного после объединения с «Лучом» клуба.
Матч 1-го тура чемпионата против БАТЭ был перенесён из Могилёва в Борисов «в связи с техническими проблемами организации домашнего матча на стадионе „Спартак“ в короткие сроки».
По итогам сезона 2019 года «Дняпро» вылетел из высшей лиги (в последнем туре в гостях проиграв прямому конкуренту «Энергетику-БГУ» Минск — 3:5 и уступив в стыковых матчах брестскому «Руху» — 1:2 в гостях, 2:1, по пенальти — 4:5 дома), после чего был расформирован.
В 2020 году было объявлено о создании в Могилёве нового клуба — «Днепр-Могилёв».

## Стадион, тренировочная база

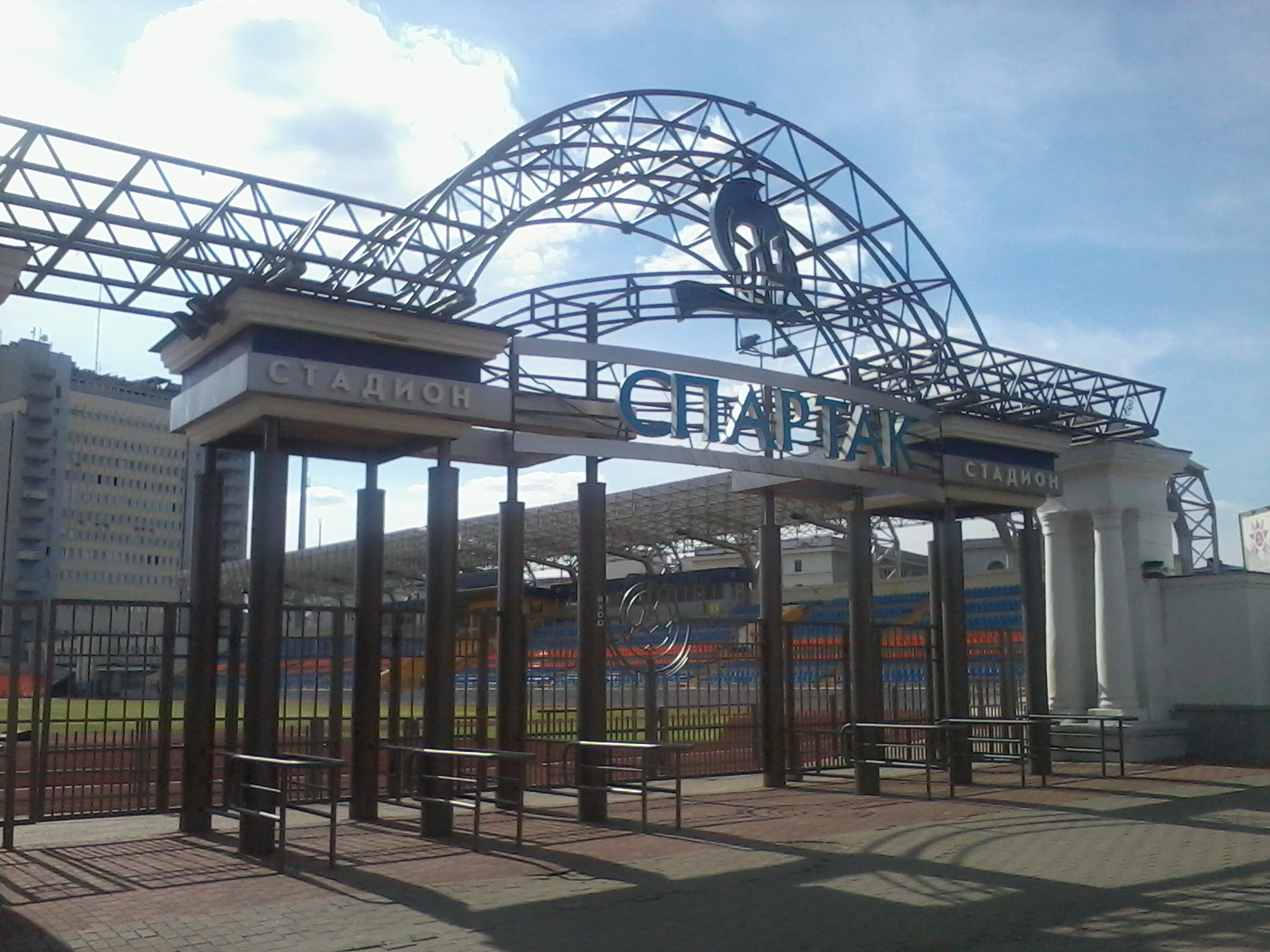
Стадион «Спартак».

Домашние матчи клуб проводил на стадионе «Спартак». Максимальная вместимость — 7 350 человек. Стадион был открыт 1956 году, а в 1960-м стал родным для команды «Химик». После реконструкции, завершённой в 2009 году, стадион представляет собой современный, оснащённый всеми необходимыми техническими новинками спортивный комплекс.
Спортивно-тренировочной базой клуба являлся спортивный комплекс «Торпедо».

## Статистика выступлений
| Сезон | Лига        | Место    | И  | В | Н | П  | Мячи    | О  | Прим.                      | Кубок |
| ----- | ----------- | -------- | -- | - | - | -- | ------- | -- | -------------------------- | ----- |
| 2019  | Высшая (Д1) | 14 из 16 | 30 | 8 | 6 | 16 | 32 — 42 | 30 | Проигрыш в стыковых матчах | 1/4   |

1. ↑  В 1/4 финала — технические поражения (0:3, 0:3) от «Славия-Мозырь»

В чемпионате дублёров команда «Дняпро» заняла 13-е место (8 побед, 6 ничьих, 16 поражений, мячи: 49-61).